# Азвудин
Азвудин (англ. Azvudine) — синтетичний противірусний препарат, який належить до групи інгібіторів зворотної транскриптази, та є похідним цистидину. Препарат створений для застосування в лікуванні гепатиту C, він також досліджується щодо можливості застосування при інших вірусних хворобах, зокрема, СНІД та коронавірусна хвороба 2019. Препарат закінчує наразі III фазу клінічних випробувань у Китаї як пероральний засіб для лікування коронавірусної хвороби 2019. Частина випробувань цієї фази проходить в Бразилії та Російській Федерації. Дослідницька група університету Хенаню повідомила, що вони готові випустити його на внутрішній ринок вже у грудні 2021 року. Він показав хорошу противірусну активність на клітинному та тваринному рівні.